# Неаполітанські Бурбони
Неаполітанські Бурбони — гілка династії Іспанських Бурбонів, що в 1735—1861 роках правила Неаполем та Сицилією, а пізніше — Королівством Обох Сицилій. Започаткована сином іспанського короля Карла III Фердинандом.

## Історія

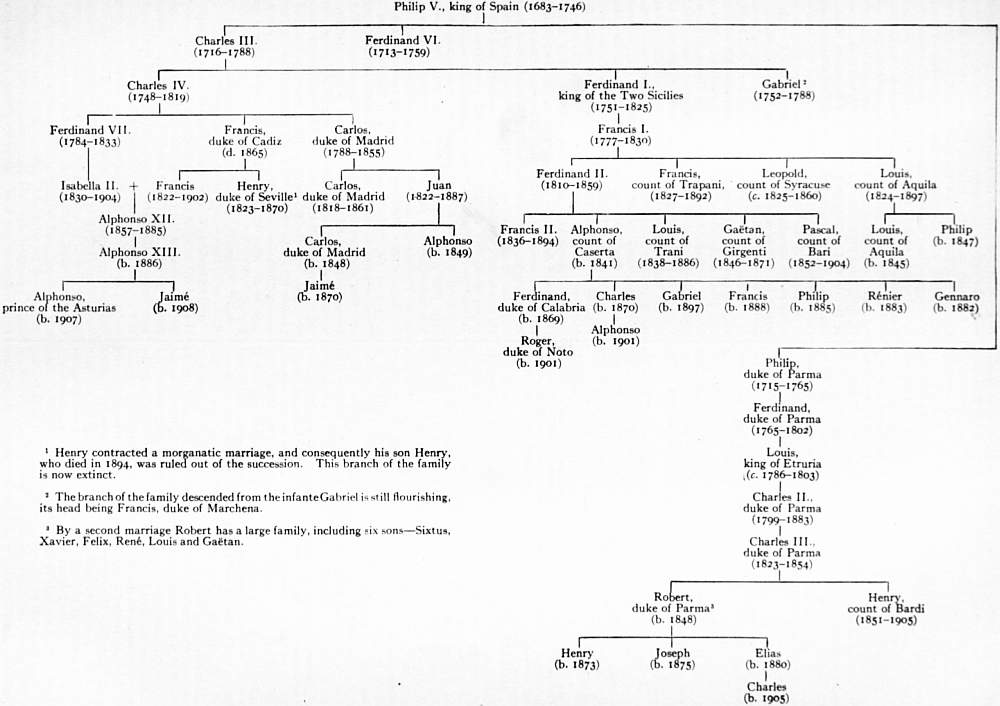
Генеалогія родини

### Неаполь та Сицилія
За підсумками війни за польську спадщину (1733—1735) та відповідно до підписаного в 1738 році Віденського миру, Неаполітанське королівство та Сицилійське королівство перейшло до рук іспанських правителів за умови, якщо вони не будуть приєднані до Іспанії. Тодішній король Філіп V направив туди правити свого сина Карла.
Після смерти Філіпа V королем Іспанії став Фердинанд VI. Він помер у 1759 році, тому король Карл був змушений зректися двох престолів в Італії та повернутися в Іспанію. В Неаполі та Сицилії він залишив правити свого третього сина — восьмилітнього Фердинанда IV. Він започаткував династію правителів Неаполя та Сицилії, а пізніше — Королівства Обох Сицилій.
1799 року владу династії Бурбонів було тимчасово повалено. У Неаполі за підтримки Франції встановлено Партенопійську республіку. Проте вже за декілька місяців це державне утворення було ліквідоване.

### Королівство Обох Сицилій
1806 року Наполеон Бонапарт вигнав Фердинанда IV з його володінь. Замість нього на престолах Неаполя та Сицилії перебували брат Наполеона Жозеф (1806—1808), а пізніше — полководець Йоахім Мюрат (1808—1815). Після остаточної поразки Наполеона король Йоахім зрікся престолу. Король Фердинанд IV повернувся до Неаполя.
1816 року король проголосив маніфест, за яким об'єднав Неаполь та Сицилію в єдину державу — Королівство Обох Сицилій, а себе проголосив її королем Фердинандом I.
У 1820—1821 роках відбулася невдала Неаполітанська революція, організована італійськими карбонаріями, метою якої було повалення монархії Неаполітанських Бурбонів та об'єднання Італії.
Схожий виступ відбувся 1848 року, проте він був жорстоко придушений «королем Бомбою» Фердинандом II.

### Втрата влади
1859 року до влади прийшов Франциск II.
Того ж року за підтримки Франції Сардинське королівство розпочало війну проти Австрійської імперії за Північну Італію. Війна була вдалою для Сардинії. Водночас на острові Сицилія несподівано висадився гарнізон на чолі з італійським національним героєм Джузеппе Ґарібальді. Захопивши острів, Ґарібальді переплив на Апеннінський півострів та продовжив рух на Неаполь. Місто було вдало захоплене. Після цього військо Ґарібальді, наступавши на Папську область, пішло на з'єднання із Сардинією.
1860 року референдум в Королівстві Обох Сицилій узаконив його приєднання до Сардинії. 1861 року загальноіталійський парламент ухвалив рішення проголосити єдине Італійське королівство на чолі з Віктором Еммануїлом II. Династія Неаполітанських Бурбонів втратила владу.

### Династія після втрати влади
Дім Неаполітанських Бурбонів після втрати влади очолював останній король Франциск II. У 1894 році він помер. Оскільки він мав тільки одну дочку, королівський дім очолив його брат Альфонсо, граф ді Казерта. Після його смерти в 1934 році дім очолив його син Фердинанд Пій. У 1960 році він помер.
Фердинанд Пій не мав дітей чоловічої статі. Через це управління домом мало перейти до інших синів Альфонсо, графа ді Казерта. Його другий син Карлос Танкред зрікся права очолювати дім ще у 1900 році, оскільки тоді був одним із претендентів на іспанський престол за дружиною — принцесою Марією де лас Мерседес. Таким чином, усіма членами династії її очільником було обрано Раньєрі. Після його смерти в 1973 році дім очолив його син Фердинандо Марія. Проте це не визнав Альфонсо Марія — син Карлоса Танкреда, що зрікся своїх прав. Після його смерти в 1964 році права очолювати дім продовжив його син Карлос.
24 січня 2014 року в Неаполі дві гілки династії підписали Акт про примирення. Конфлікт було вирішено: обоє претендентів до своєї смерти рівноправно очолюватимуть дім. Після смерти герцога Калабрійського у 2015 році дім очолює його колишній опонент Карло та його син Педро. 2016 року перший опублікував нові правила успадкування посади очільника дому: тепер вона має передаватися не тільки за прямою чоловічою лінією, а й за жіночою також.

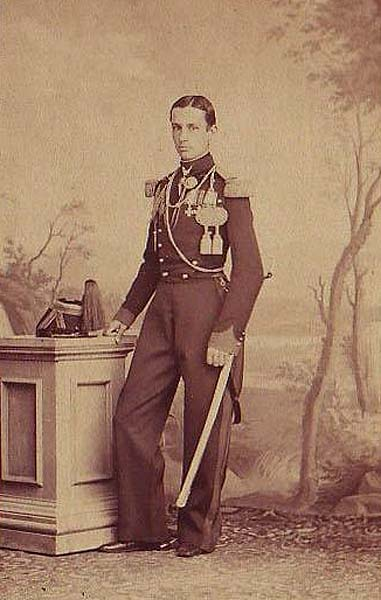
Альфонсо, граф ді Казерта. Очільник дому в 1894-1934 рр.
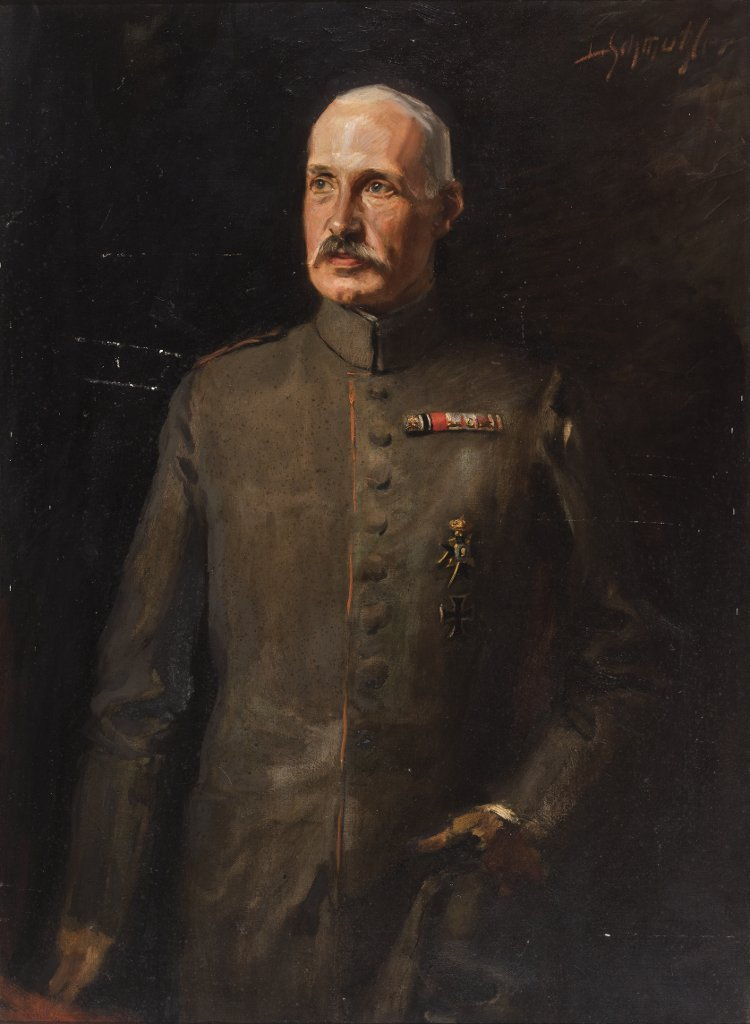
Фердинанд Пій, герцог ді Калабрія. Очільник дому в 1934-1960 рр.
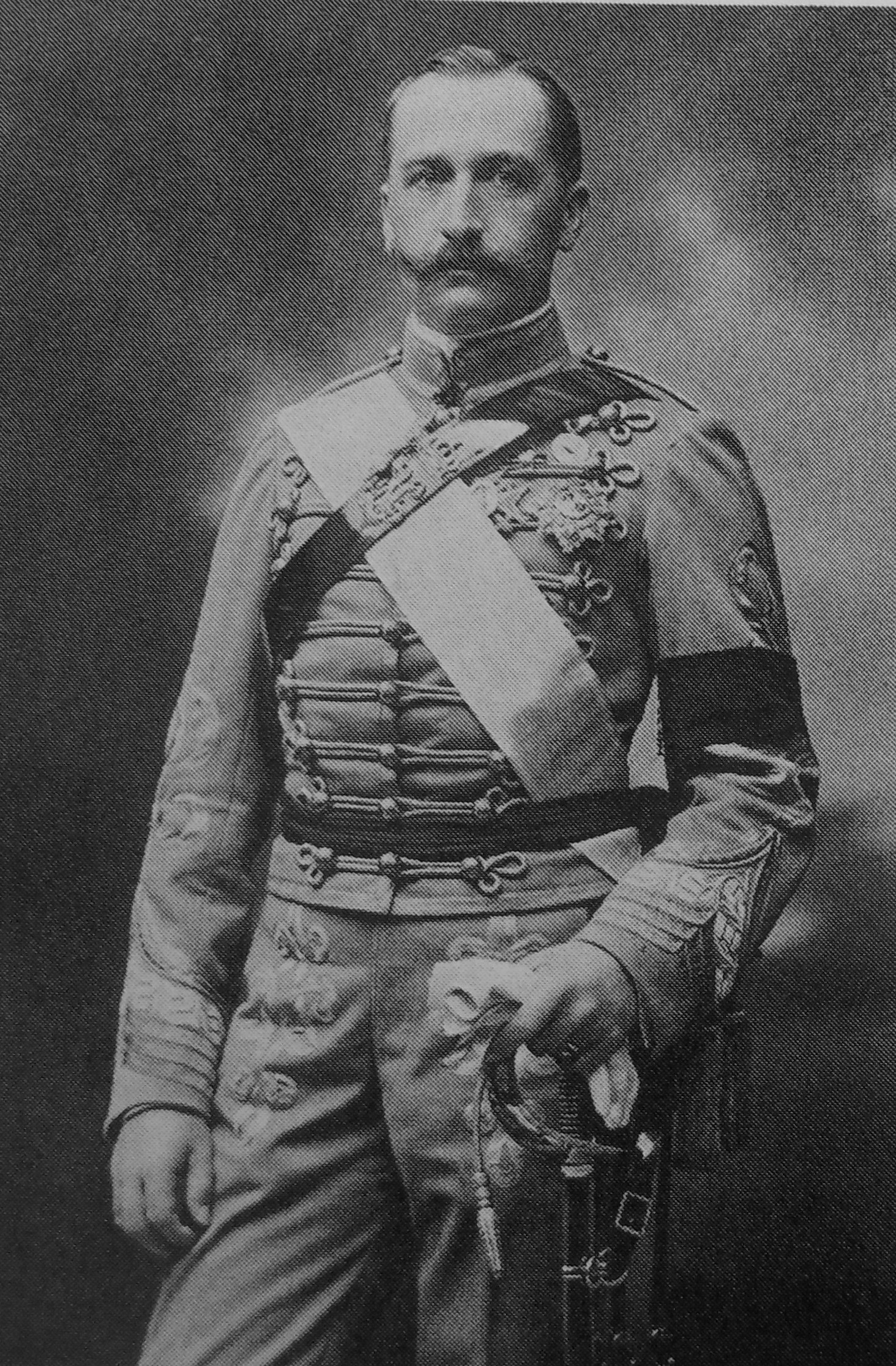
Карлос Танкред Бурбон-Сицилійський. Зрікся прав очолювати дім в 1900 році.
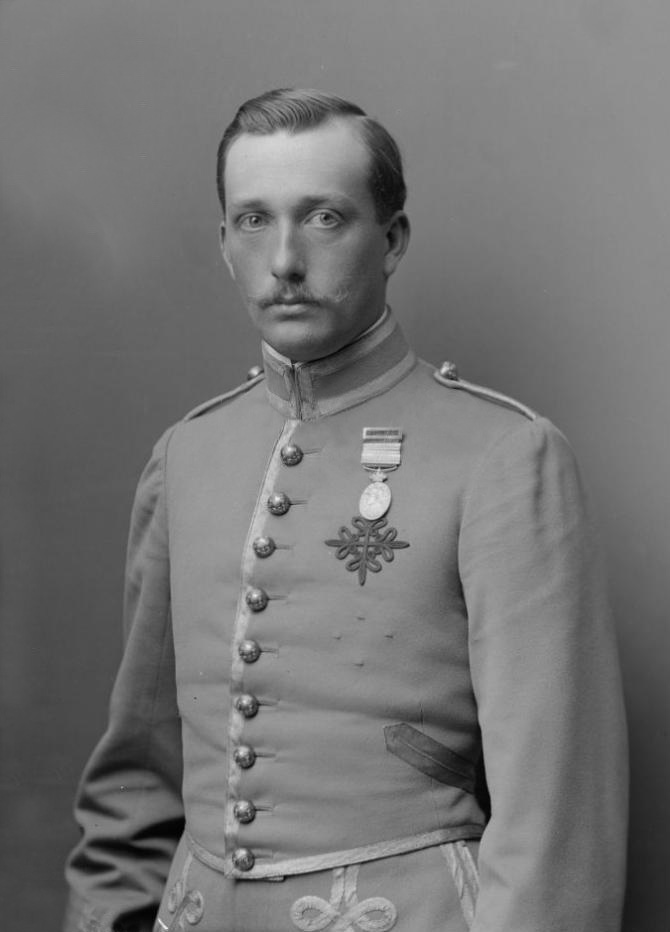
Принц Раньєро Марія, син Альфонсо, графа ді Казерта. Очільник дому в 1960-1973 рр.
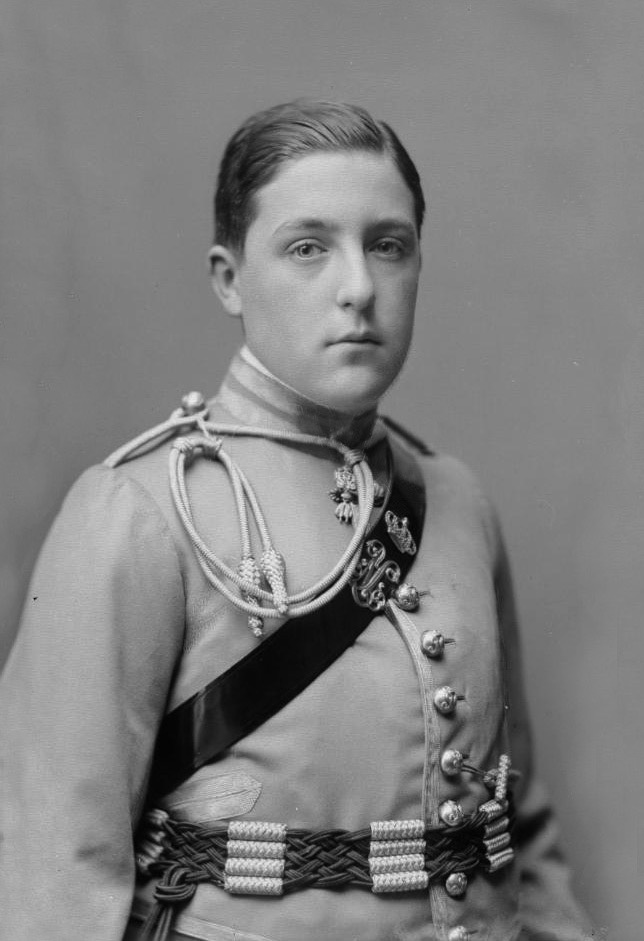
Альфонсо, син Карлоса Танкреда. Диспутував за звання очільника дому.
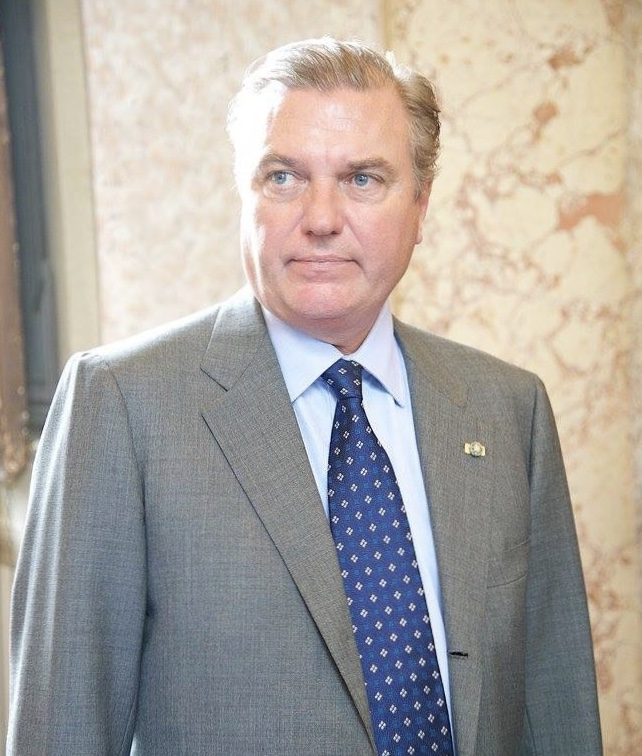
Карло Бурбон-Сицилійський. Чинний очільник дому (з 2008)

## Правителі
| Ім'я                                    | Портрет | Початок правління | Кінець правління | Примітки                                                                                                |
| --------------------------------------- | ------- | ----------------- | ---------------- | --- |
| Королі Неаполітанські та королі Сицилії |         |                   |                  | |
| Карл VII                                |         | 15 травня 1734    | 6 жовтня 1759    | Син короля Іспанії Філіпа V; з 1759 — король Іспанії Карл III.                                          |
| Фердинанд IV                            |         | 6 жовтня 1759     | 8 грудня 1816    | Третій син Карла VII. З 1816 — король Обох Сицилій.                                                     |
| Королі Обох Сицилій                     |         |                   |                  | |
| Фердинанд I                             |         | 8 грудня 1816     | 4 січня 1825     | Третій син Карла VII. До 1816 — король Неаполя та Сицилії.                                              |
| Франциск I                              |         | 4 січня 1825      | 8 листопада 1830 | Син Фердинанда I.                                                                                       |
| Фердинанд II                            |         | 8 листопада 1830  | 22 травня 1859   | Син Франциска I. Прозваний «королем Бомбою» за придушення Неаполітанської революції 1848—1849 років.    |
| Франциск II                             |         | 22 травня 1859    | 20 березня 1861  | Син Фердинанда II. Останній король Обох Сицилій. Втратив владу через успішний процес об'єднання Італії. |